# Pomatoschistus marmoratus
El Cabot o Pomatoschistus marmoratus és una espècie de peix de la família dels gòbids i de l'ordre dels perciformes.

## Morfologia
Els mascles poden assolir els 8 cm de longitud total.

## Distribució geogràfica
Es troba des de la península Ibèrica fins a la Mar Cantàbrica, la mar Mediterrània, la mar Negra, la Mar d'Azov i el Canal de Suez.